# Monterrubio de la Demanda
Monterrubio de la Demanda és un municipi de la província de Burgos a la comunitat autònoma de Castella i Lleó. Forma part de la Comarca de la Sierra de la Demanda.

## Demografia
| 1991 | 1996 | 2001 | 2004 |
| ---- | ---- | ---- | ---- |
| 94   | 95   | 96   | 100  |